# 2083 - A European Declaration of Independence
2083 – A European Declaration of Independence, også kaldet 2083, er et 1500 siders dokument og såkaldt manifest som Anders Behring Breivik lagde på nettet den 22. juli 2011.
I dokumentet gengav Breivik også nogle forfatteres tekster uden at spørge om lov eller uden at angive forfatteren.
Dokumentet handler om kampen mellem kristne og muslimer og Breiviks forberedelse til angrebet mod norske Arbeiderpartiet den 22. juli 2011. Breivik sendte dokumentet til 1003 e-mail adresser kl. 14.09 og sprængte bomben kl. 15.25.
Værket kaldes i værket - bog, kompendium, og erklæring.

## Værker som præsenteres eller plagieres i "2083"

### Tekst afFjordman
Fjordman er den nulevende forfatter, Breivik holder mest af. Han gengiver Fjordmans ord flere steder i bogen.

By Fjordman

What has happened since 2006 is that European leaders are increasingly open about the idea of enlarging the EU to include the Arab world, although they do of course not present this as surrendering the continent to Islam.

### Tekst af Ted Kaczynski
Ted Kaczynski sendte brevbomber, indtil han fik sin tekst INDUSTRIAL SOCIETY AND ITS FUTURE trykt i The Washington Post.
| INDUSTRIAL SOCIETY AND ITS FUTURE | 2083 |
| --- | --- |
| One of the most widespread manifestations of the craziness of our world is leftism, so a discussion of the psychology of leftism can serve as an introduction to the discussion of the problems of modern society in general. | One of the most widespread manifestations of the craziness of our world is multiculturalism, so a discussion of the psychology of multiculturalists can serve as an introduction to the discussion of the problems of Western Europe in general. |

## Reaktioner
I 2018 skrev Dagsavisen at "Påstanden "Muslimer ønsker å ta over Europa" - [er] et helt grunnleggende premiss i Breiviks manifest".